# Абдул Кадир Хан
Абдул Кадир Хан е пакистански учен и металург, станал известен с така наречения Кръг на А. К. Хан.
Роден е в мюсюлманско семейство в гр. Бопал, Британска Индия (днешна Индия). Емигрира в Пакистан през 1952 г. Учи физика и металургия в Карачи, после заминава за Европа. Посещава Западна Германия, Белгия и Нидерландия. Взима докторска степен в Льовен, Белгия. После заминава за Нидерландия и постъпва на работа в консорциума URENCO.
На 4 февруари 2004 г. доктор Хан публично признава, че е ръководил международна операция по разпространение на ядрени технологии на черния пазар. По-късно е задържан под домашен арест. През 2006 г. се установява, че е болен от рак. Опериран е успешно в Карачи, но състоянието му се влошава малко след това. Абдул Кадир Хан е освободен от домашния арест в началото на 2007 г., но действията му продължават да бъдат наблюдавани.